# Cavriana
Cavriana is een gemeente in de Italiaanse provincie Mantua (regio Lombardije) en telt 3804 inwoners (31-12-2004). De oppervlakte bedraagt 36,8 km², de bevolkingsdichtheid is 101 inwoners per km².

## Demografie
Cavriana telt ongeveer 1344 huishoudens. Het aantal inwoners steeg in de periode 1991-2001 met 5,3% volgens cijfers uit de tienjaarlijkse volkstellingen van ISTAT.
| Jaar | Inwoneraantal |
| ---- | ------------- |
| 1991 | 3484          |
| 2001 | 3668          |

## Geografie
Cavriana grenst aan de volgende gemeenten: Goito, Guidizzolo, Lonato (BS), Medole, Monzambano, Pozzolengo (BS), Solferino, Volta Mantovana.